# Lycodon osmanhilli
Lycodon osmanhilli är en ormart som beskrevs av Taylor 1950. Lycodon osmanhilli ingår i släktet Lycodon och familjen snokar. Inga underarter finns listade i Catalogue of Life.
Artens utbredningsområde är Sri Lanka. Habitatet varierar mellan skogar, gräsmarker och kulturlandskap. Individerna är nattaktiva och har geckoödlor samt andra ödlor som föda. Lycodon osmanhilli rör sig på marken och klättrar i växtligheten.
Intensivt bruk av landskapet och insektsbekämpningsmedel som även dödar geckoödlor som är ormens föda hotar beståndet. Flera exemplar dödas på grund av att de förväxlas med giftormar. Hela populationen antas vara stor. IUCN kategoriserar arten globalt som livskraftig.
Lycodon osmanhilli godkänns inte som art av The Reptile Database. Den infogas istället som synonym i Lycodon anamallensis.